# María del Adalid
María de los Dolores del Adalid y González Garrido, más conocida como María del Adalid González y María del Adalid Garrido, (Madrid, 1873-La Coruña, 18 de enero de 1930) fue una pintora española y la primera persona nombrada académica de honor de la Real Academia Gallega.

## Biografía
Fue la única hija de la escritora Francisca González Garrido (Fanny Garrido) y del músico Marcial del Adalid que falleció cuando ella tenía ocho años de edad.
La residencia de la familia estaba situada en el pazo de Lóngora, en las Mariñas coruñesas, y fue durante varios años el centro de la vida musical y literaria de La Coruña. Entre las personas que visitaban asiduamente Lóngora estaban las escritoras Emilia Pardo Bazán, Sofía Casanova, los pintores Taibo y Lloréns, Pan de Soraluce, Alfredo Tella, Pérez Lugrín… En este ambiente cultural transcurrió la infancia de María del Adalid, recibiendo una educación artística y musical.
Fallecida su madre en 1917, dos años después, se casó el 19 de julio de 1919 en el Pazo de la Merced de Baiona, con José Ruiz de Huidobro, doctor en Medicina y Farmacia.

## Trayectoria
María del Adalid se formó en la Real Academia de Bellas Artes de San Fernando, especializándose en composición y practicando otros géneros como el paisaje y el retrato. Tuvo muy buena relación con el también pintor Francisco Lloréns, discípulo de Carlos de Haes. 
Obtuvo menciones honoríficas en las exposiciones nacionales de Bellas Artes de 1904, 1906 y 1909. Participó en la Exposición de Arte Regional de la Coruña de 1912, en la Exposición de Arte Gallego de la Coruña de 1917 y en la Exposición de Arte Gallega de Buenos Aires de 1919.
En marzo de 1926 donó un terreno de su propiedad en Montrove, para la creación de una escuela, que lleva su nombre y que contribuyó a edificar.
Por consejo de Félix Estrada Catoyra, el 12 de diciembre de 1928 depositó en la Real Academia Gallega la importante biblioteca y archivo de su padre (279 volúmenes encuadernados y 2.729 piezas musicales registradas) —"un fondo musical único y valiosísimo, más importante que el de la Biblioteca Nacional", en palabras del historiador Xosé Ramón Barreiro—, así como la biblioteca de su abuelo (médico militar), motivo por el que fue nombrada académica de honor el 12 de mayo de 1929, siendo la primera persona en esa categoría. Asimismo, fue una de las primeras socias —con el número 47— de la Asociación Española de Pintores y Escultores (AEPE), fundada en 1910.
El pazo familiar se lo legó a los salesianos para que hicieran una granja-escuela, posteriormente pasó a ser propiedad del Ayuntamiento de Oleiros y sede del Instituto Universitario de Medio Ambiente de la Universidad de la Coruña
Falleció en su domicilio del número 26 de la calle Tabernas, de la Coruña.

## Galería de imágenes
|                                    |
| Fanny Garrido y Marcial del Adalid |

|                                          |
| María del Adalid, de niña, con su madre. |

|                           |
| María del Adalid, adulta. |

|                                                          |
| Pazo de Lóngora, en Liáns, donde pasó largas temporadas. |

|                                                                                |
| Sepultura en el Cementerio de San Amaro en La Coruña, compartida con su padre. |